# Ermita de Sant Josep (Aiora)
L'ermita de Sant Josep es troba en el municipi d'Aiora (província de València) dins del nucli urbà. Està catalogada com Bé de Rellevància Local, amb codi: 46.19.044-009, segons consta en la Direcció general de patrimoni Artístic de la Generalitat Valenciana.

## Descripció
Ermita situada en un pujol i lligada al carrer que porta el seu nom, potser el carrer més típic d'Aiora.

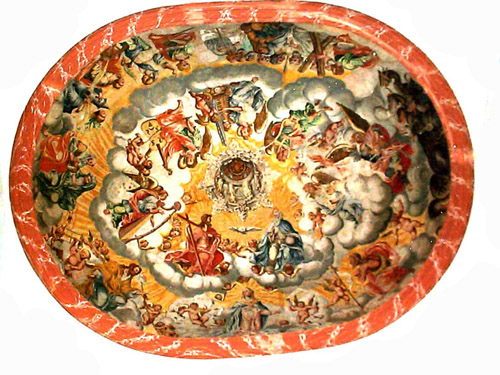
Ermita de San José

La seva edificació data aproximadament de mitjan s. XVI. Ermita amb planta de creu llatina la nau central de la qual està separada de les laterals per tres parelles de pilastres, de les impostes de les quals, com a capitells, arrenca la volta, seccionada per diversos arcs fajones amb decoració vegetal en l'intradós. Les naus laterals posseeixen quatre altars amb voltes.
Per sobre de l'altar major s'estén un arc de mig punt que apareix ricament tallat.
La volta del presbiteri és ovalada i cega i s'alça sobre una cornisa de color rosa imitant marbre.
La cúpula està pintada (1772) al fresc, i representa una al·legoria de la Glòria i el Drac infernal. Les petxines representen els atributs del sant.